# Окуляр

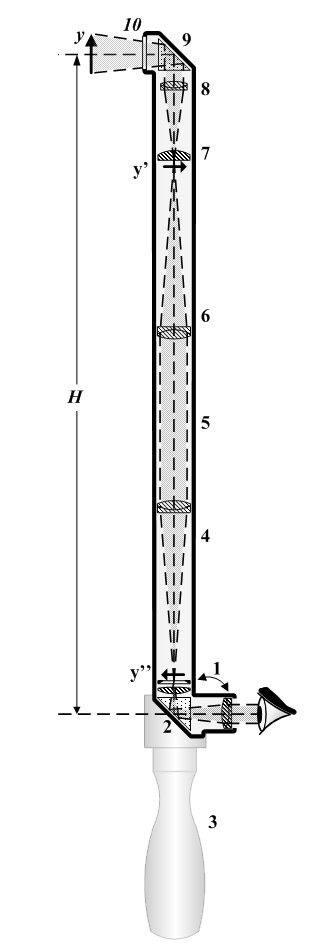
Военный ручной перископ:
1 — окуляр
2 — диагональная призма
3 — рукоятка
4 и 6 — оборачивающая система
5 — труба перископа
7 — линза
8 — линза
9 — верхняя диагональная призма
10 — объектив

Окуля́р — элемент оптической системы, обращённый к глазу наблюдателя, часть оптического прибора (видоискателя, дальномера, бинокля, микроскопа, телескопа и так далее), предназначенная для рассматривания изображения, формируемого объективом или главным зеркалом прибора.
Иногда в оптической системе обходятся без окуляров, вместо них в фокусе прибора устанавливается фото- или видеоаппаратура.

## Применение окуляров
В наши дни окуляры широко применяются в оптических микроскопах, телескопах, биноклях, подзорных трубах, оптических прицелах, приборах ночного видения. Ранее окуляры применялись в видоискателях некоторой фото-, кино- и видеотехники, однако в современной аппаратуре они вытеснены дисплеями. Также процесс замещения окуляров на дисплеи идет в микроскопии и телескопах.

## Конструктивные особенности

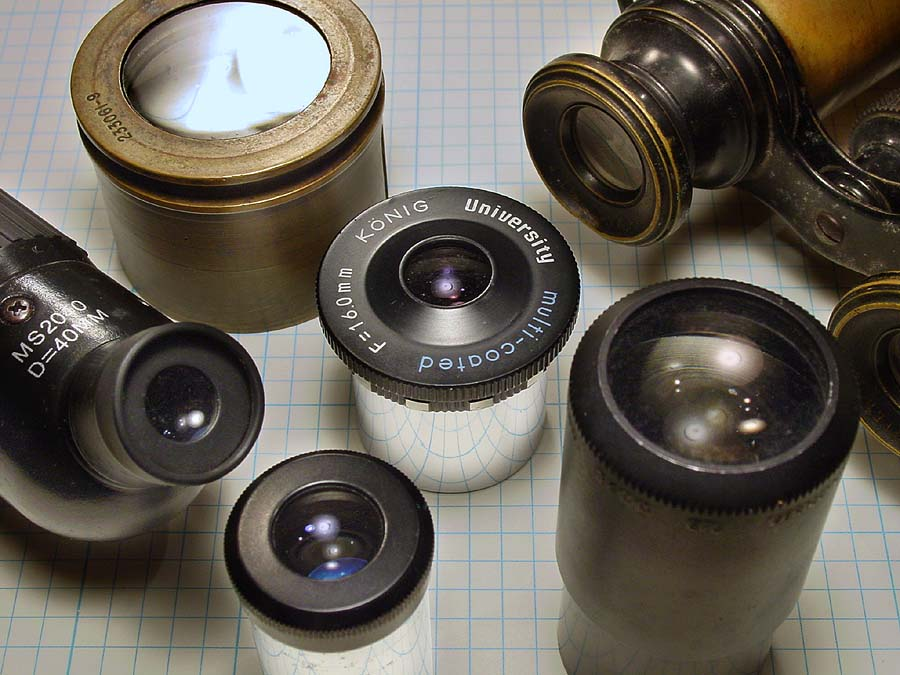
Окуляры.

Простейший окуляр, например, окуляр Гюйгенса, состоит из двух линз: коллектива (называемого также линзой поля) и глазной линзы; сложные окуляры состоят из четырёх — пяти или более линз. Некоторые окуляры имеют фокусировку для близоруких и дальнозорких. Для микрофотографии пригодны только компенсационные окуляры, фотографические окуляры и так называемые гомалы, или усиливающие системы. Также некоторые окуляры могут иметь встроенный наглазник.

## Параметры окуляров

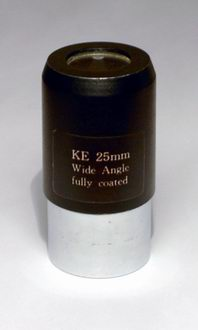
Окуляр Кельнера с фокусным расстоянием 25 мм.

### Элементы и группы
Элементы — это отдельные элементарные линзы, «синглеты».
Группа — это сложная линза, склеенная из нескольких простых, элементарных линз (элементов). Когда группа склеена из пары элементов (двухлинзовая группа), то она называется дублетом; если из трёх — триплетом.
Первые окуляры имели только одну линзу, которая строила весьма искажённые изображения. Двух- и трёхэлементные линзы были изобретены немного позже и быстро стали стандартом из-за хорошего качества изображения. Сейчас инженеры с помощью компьютеров и специализированного программного обеспечения разработали окуляры с семью или восемью элементами, дающие хорошие, резкие изображения.

### Внутренние отражения и блики
Внутренние отражения, также называемые бликами вызываются дисперсией света, проходящего через окуляр и снижают контраст изображения, проецируемого окуляром. Иногда из-за этого возникают т. н. «призрачные изображения». Из-за этого долгое время (до изобретения антибликовых покрытий) предпочитали использовать простые оптические схемы с минимальным количеством контактов между стеклом и воздухом.
Одним из решений этой проблемы на данный момент является использование тонкоплёночных покрытий на поверхности оптических элементов. Эти покрытия имеют толщину в одну-две длины волны и предназначены для уменьшения эффекта внутренних отражений путём изменения преломления света, проходящего через элемент. Некоторые покрытия могут также поглощать свет в процессе т. н. полного внутреннего отражения, если свет падает на покрытие под малым углом.

### Хроматические аберрации
Латеральные хроматические аберрации вызываются разницей показателя преломления для света с разной длиной волны. Например, голубой свет, проходящий через элемент окуляра, сфокусируется не в той же точке, что и красный. Из-за этого вокруг объектов может возникать цветная кайма или же наблюдаться общая размытость изображения.
Единственное решение этой проблемы — использование множества элементов, выполненных из разных видов стекла. Ахроматы (апохроматы) — группы линз, которые собирают свет с соответственно двумя или тремя и более разными длинами волн в одном фокусе и почти устраняют цветную кайму. Низкодисперсные стёкла также могут использоваться для уменьшения (но не устранения) хроматической аберрации.
Лонгитудная хроматическая аберрация — тот же эффект, возникающий из-за слишком больших фокусных расстояний объективов рефракторов. Микроскопы, фокусные расстояния линз которых в целом гораздо меньше не страдают от этого эффекта.

### Посадочный диаметр

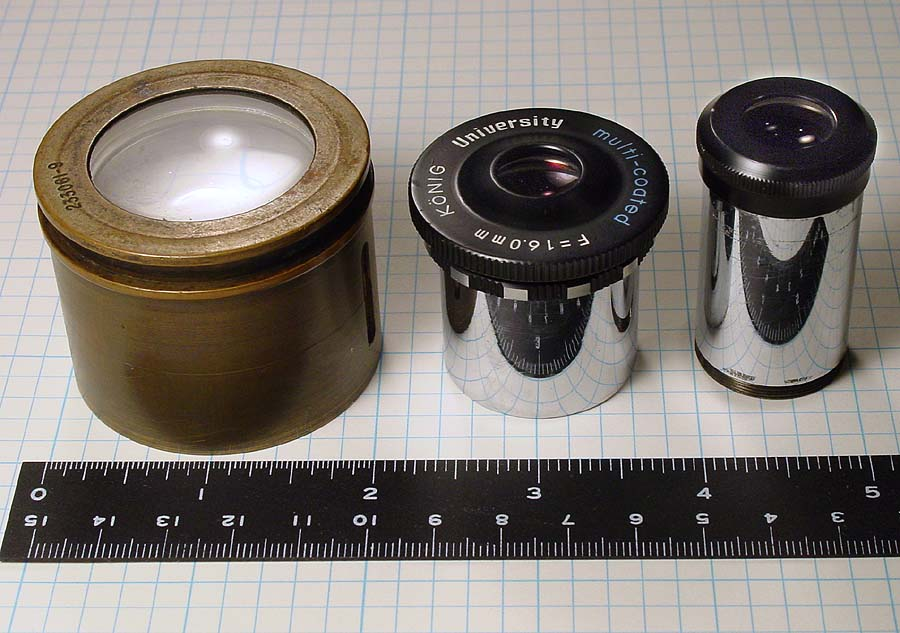
Окуляры с разным посадочным диаметром. Слева направо: 2 дюйма (50,8 мм), 1,25 дюйма (31,75 мм), и 0,965 дюйма (24,5 мм).

В оптических инструментах применяются, как правило, следующие стандартные посадочные диаметры трубки окуляра: для телескопов — 0.965", 1.25", 2" и 2,4"(в линейной мере 24.51, 31.75 мм, 50.8 мм, 61 мм), для микроскопов — 23.2 мм, 30 мм, 32 мм.
Длина посадочной втулки (юбки, барреля) обычно составляет для 1,25" окуляров: 15—30 мм, для 2" окуляров: 30 мм.

### Фокусное расстояние
Фокусное расстояние окуляра — это расстояние от его главной плоскости до той точки, где лучи света или их продолжения (в случае окуляра Галилея) пересекаются в одной точке. От фокусных расстояний окуляра и объектива или главного зеркала (в случае рефлектора) зависит угловое увеличение. Как правило, фокусное расстояние отдельного окуляра выражается в миллиметрах. При использовании окуляров с конкретным инструментом иногда предпочитают сортировать их по увеличениям, которые будут получаться при их применении.
Для телескопа, угловое увеличение, получаемое при использовании с каким-либо окуляром можно высчитать по формуле:
{\displaystyle \Gamma ={\frac {F}{f}}},
где:
- {\displaystyle \Gamma } — угловое увеличение;
- {\displaystyle F} — фокусное расстояние объектива или главного зеркала;
- {\displaystyle f} — фокусное расстояние окуляра. выраженное в тех же единицах измерения, что и {\displaystyle F}.

Увеличение возрастает при уменьшении фокусного расстояния окуляра или возрастании фокусного расстояния объектива или главного зеркала. Например, 25-мм окуляр с телескопом с фокусным расстоянием в 1200 мм даст увеличение в 48 раз, 4-мм же окуляр с тем же телескопом даст увеличение в 300 раз.
Астрономы-любители различают окуляры по их фокусному расстоянию, выраженному в миллиметрах. Обычно они составляют от 3 до 50 мм. Тем не менее, некоторые астрономы предпочитают различать окуляры по увеличению, даваемому ими с тем или иным инструментом. В астрономических отчётах лучше указывать увеличение, так как это даст больше представления о том, что видел наблюдатель. Однако без привязки к телескопу, увеличение становится величиной практически бесполезной для описания каких-либо свойств окуляра.
По фокусному расстоянию телескопические окуляры можно разделить на длиннофокусные, средние и короткофокусные.
Для сложного микроскопа соответствующая формула:
{\displaystyle \Gamma ={\frac {DD_{\mathrm {EO} }}{Ff}}={\frac {D}{f}}\times {\frac {D_{\mathrm {EO} }}{F}}},
где:
- {\displaystyle D} — это минимальное расстояние комфортного зрения (обычно 250 мм);
- {\displaystyle D_{\mathrm {EO} }} — это расстояние между задней фокальной плоскостью объектива и задней фокальной плоскостью окуляра (называемым длиной трубы), для современного инструмента обычно около 160 мм;
- {\displaystyle F} — фокусное расстояние объектива и {\displaystyle f} — фокусное расстояние окуляра.

В отличие от телескопических, основной характеристикой микроскопических окуляров является увеличение, а не фокусное расстояние. Увеличение окуляра микроскопа {\displaystyle P_{\mathrm {E} }} и увеличение объектива {\displaystyle P_{\mathrm {O} }} определяются по формулам:
{\displaystyle P_{\mathrm {E} }={\frac {D}{f}},\qquad P_{\mathrm {O} }={\frac {D_{\mathrm {EO} }}{F}}},
откуда увеличение можно выразить, как произведение увеличений объектива и окуляра:
{\displaystyle \Gamma =P_{\mathrm {E} }\times P_{\mathrm {O} }}
Например, при использовании 10×-окуляра и 40×-объектива микроскоп будет увеличивать в 400 раз.
Это определение углового увеличения проистекает из необходимости менять не только окуляры, но и объективы из-за чего увеличение получается зависящим от двух факторов. Исторически Аббе описывал микроскопические окуляры отдельно в терминах углового увеличения окуляра и начального увеличения объектива. Это оказалось удобно для разработки оптических схем. но было неудобно для практической микроскопии, из-за чего от этой системы отказались.
Общепринятое расстояние наименьшего фокуса {\displaystyle D} составляет 250 мм, и увеличение окуляра рассчитывается исходя из этой величины. Обычно увеличения составляют 8×, 10×, 15× и 20×. Фокусное расстояние окуляров в миллиметрах может быть определено делением 250 мм на увеличение окуляра.
Современные инструменты используют объективы, скорректированные на бесконечность, а не на 160 мм, и поэтому, требуют наличия дополнительной коррекционной линзы в тубусе микроскопа.

### Положение фокальной плоскости
Обычно фокальная плоскость окуляра расположена за пределами его линз, перед линзой поля. В этой плоскости можно разместить сетку или микрометрическое перекрестие. В некоторых типах окуляров, например, в окулярах Гюйгенса и Наглера, фокальная плоскость расположена между линз окуляра, и, следовательно, размещение в фокальной плоскости сетки неосуществимо.
Фокальная плоскость располагается на срезе опорной окулярной втулки прибора, и соответственно, опорной втулки окуляра. Если же у окуляра фокальная плоскость смещена, величина этого смещения называется парфокальностью, и измеряется от опорной окулярной втулки прибора в сторону объектива.

### Поле зрения

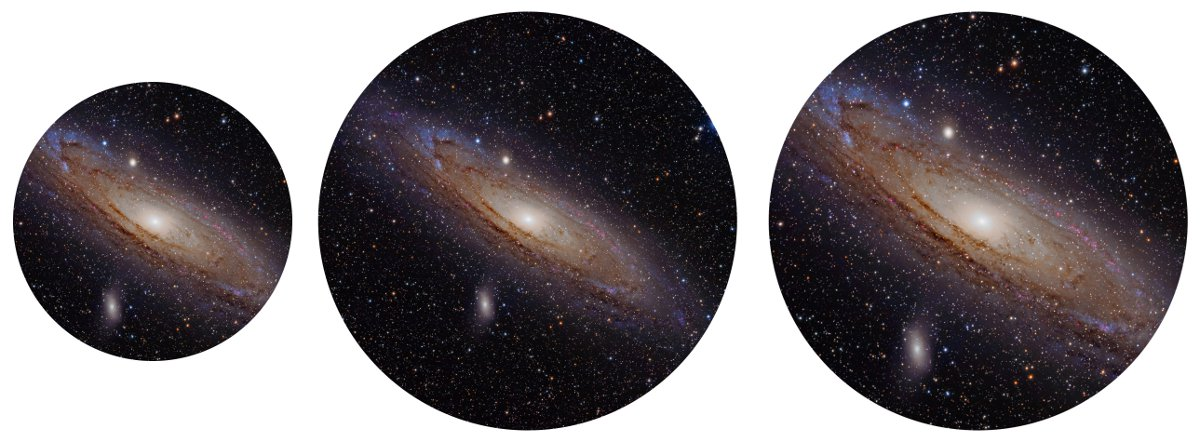
Имитация вида в телескоп при использовании разных окуляров. На центральном изображении используется окуляр с таким же фокусным расстоянием, что и слева, но с более широким полем зрения окуляра, что выражается в более крупном изображении, показывающем большую площадь неба. Справа — окуляр с меньшим полем зрения, дающий то же истинное поле зрения, что и на изображении слева, но с большим увеличением.

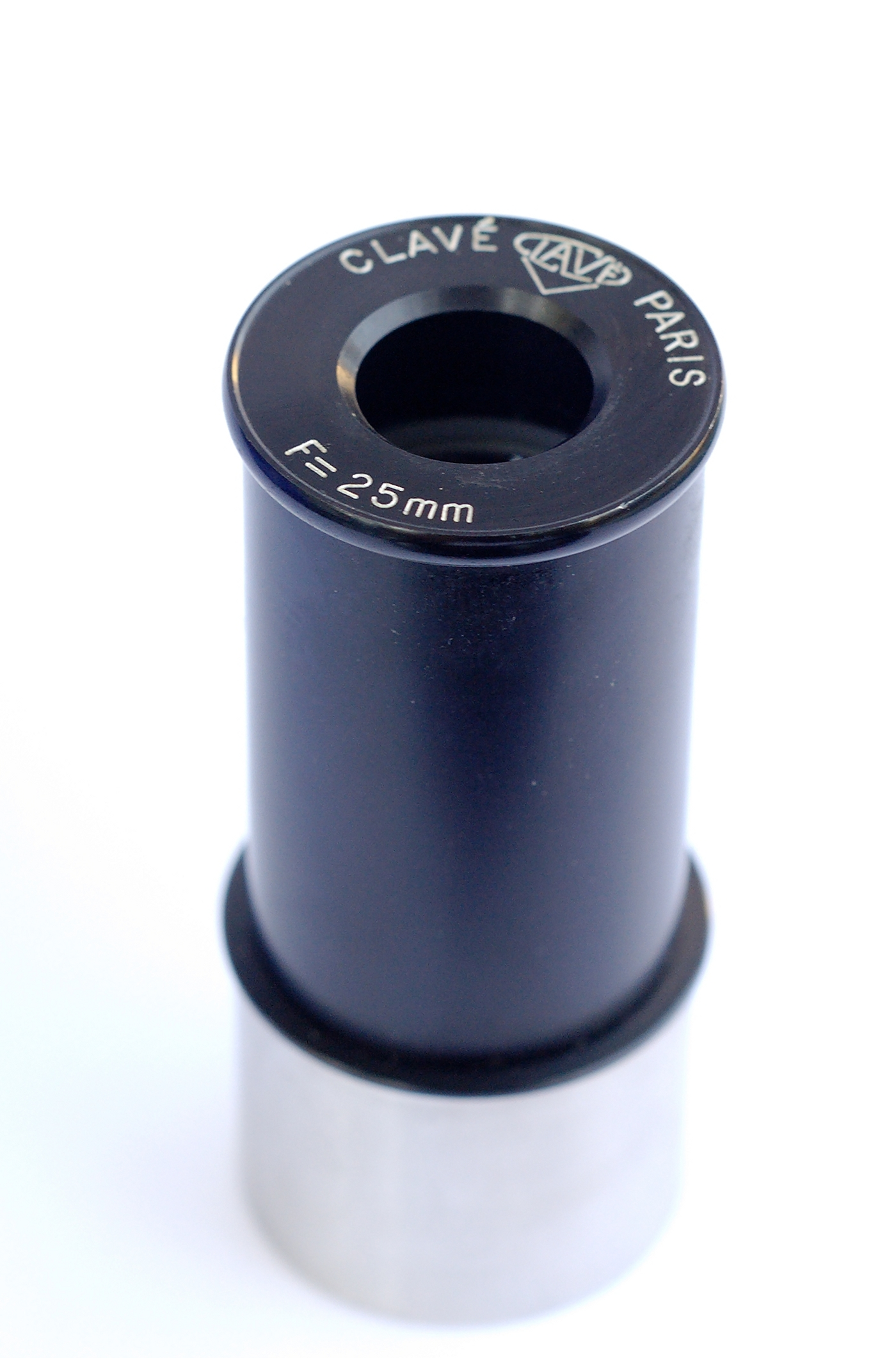
Окуляр Плёссла с широким полем зрения окуляра

Поле зрения определяет насколько много можно увидеть через окуляр. Поле зрения может меняться в зависимости от увеличения, получаемого с помощью данного телескопа или микроскопа, и также зависит от характеристик самого окуляра.
Термин «поле зрения» может иметь три значения:
- Истинное угловое поле зрения: угловой размер участка неба, видимого через окуляр, использованный с каким-либо телескопом и при соответствующем увеличении. Как правило это значение составляет от одной десятой градуса до 2°.
- Угловое поле зрения окуляра: угловой размер изображения, видимого через окуляр. Иными словами: насколько большим кажется изображение. Эта величина постоянна для любого окуляра с постоянным фокальным расстоянием и может быть использована для расчёта истинного поля зрения при использовании с каким-либо телескопом. Поле зрения окуляра может колебаться в пределах приблизительно 35—100°.
- Линейное поле зрения окуляра в плоскости изображений или, иными словами, размер полевой диафрагмы окуляра.[1] Произведение линейного поля зрения окуляра на его увеличение называется окулярным числом.[1] Например, два окуляра — 10× с полем 20 мм и 20× с полем 10 мм — будут иметь одинаковое окулярное число, равное 200. Окулярное число численно равно линейному размеру поля зрения, отнесённого к расстоянию наилучшего зрения, принятого равным 250 мм. Таким образом, поле зрения, видимое в окуляр с окулярным числом 200, по углу зрения эквивалентно полю размером 200 мм, расположенному на расстоянии 250 мм.

Если известно угловое поле зрения окуляра, то истинное поле зрения телескопа с этим окуляром можно рассчитать по следующей формуле:
{\displaystyle 2W={\frac {2W'}{\Gamma }}}
или
{\displaystyle 2W={\frac {2W'}{({\frac {F}{f}})}}},
где
- {\displaystyle 2W} — истинное поле зрения, посчитанное в тех же единицах измерения, что и {\displaystyle 2W'}.
- {\displaystyle 2W'} — поле зрения окуляра.
- {\displaystyle \Gamma } — увеличение.
- {\displaystyle F} — фокусное расстояние объектива (для рефрактора) или главного зеркала (для рефлекторов и катадиоптриков) телескопа.
- {\displaystyle f} — фокусное расстояние окуляра, выраженное в тех же единицах измерения, что и {\displaystyle F}.

Фокусное расстояние — то расстояние, на котором линза или зеркало соберут лучи света в одну точку.
Формула имеет погрешность около 4 % или меньше при поле зрения окуляра до 40° и около 10 % для 60°.
Если поле зрения окуляра неизвестно, то истинное поле зрения можно приблизительно рассчитать по формуле:
{\displaystyle 2W={\frac {57.3d}{F}}},
где:
- {\displaystyle 2W} — истинное поле зрения, °;
- {\displaystyle d} — диаметр полевой диафрагмы окуляр, мм;
- {\displaystyle F} — фокусное расстояние линзы объектива или главного зеркала телескопа, мм.

Вторая формула в целом более точная, но производители обычно не указывают диаметр полевой диафрагмы. Первая формула не будет точна, если поле зрения не плоское или превышает 60°, что вполне обычно для окуляров с ультрашироким полем зрения.
По величине поля зрения окуляры делятся на: широкоугольные, средние и с «эффектом замочной скважины».

### Вынос выходного зрачка

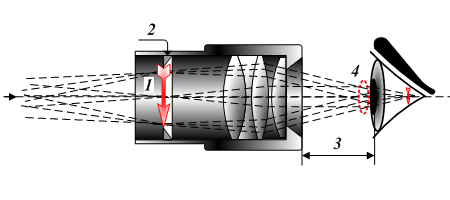
Вынос выходного зрачка: 1 — действительное изображение; 2 — диафрагма; 3 — вынос зрачка; 4 — выходной зрачок

Вынос выходного зрачка — расстояние от глазной линзы окуляра до точки на его оптической оси, куда следует поместить глаз, чтобы увидеть все поле зрения.
Как правило, вынос зрачка колеблется между 2 и 20 мм, в зависимости от конструкции окуляра. Длиннофокусные окуляры как правило имеют больший вынос зрачка. а короткофокусные — малый, что, как уже говорилось выше, может быть проблематичным. Рекомендованный минимальный вынос зрачка — около 5—6 мм.
От выноса зрачка зависит комфортность наблюдения. Так, при использовании окуляра с малым выносом зрачка, наблюдателю приходится располагать глаз очень близко к линзе окуляра (как бы вдавливая глаз в окуляр), что иногда доставляет неприятные ощущения, а в холодное время года грозит обморожением глазной роговицы. Кроме того, ресницы, упираясь в линзы окуляра, оставляют следы на просветляющем покрытии. Как правило, чем короче фокусное расстояние окуляра, тем меньше вынос зрачка. Зная об этой проблеме, конструкторы предлагают различные оптические схемы, призванные расположить выходной зрачок на комфортном расстоянии. Так, некоторые модели окуляров имеют фиксированный вынос зрачка вне зависимости от фокусного расстояния. Однако слишком большой вынос выходного зрачка тоже доставляет неудобства во время наблюдений. Например, если длиннофокусный окуляр имеет вынос зрачка порядка 30—40 мм, придётся, образно говоря, «ловить изображение глазом». Практика показывает, что комфортное значение выноса выходного зрачка ограничено верхним пределом в 25 мм. При использовании очков рекомендуется подбирать окуляры с выносом зрачка около 20 мм, без них — примерно 12 мм.
Особенности применения некоторых оптических приборов накладывает специфические ограничения на удаление выходного зрачка. Так, чтобы обеспечить безопасность глаза стрелка при отдаче во время выстрела, оптические прицелы для стрелкового оружия могут иметь вынос зрачка от 40 до 80 мм. В 1940 году считалось, что вынос зрачка оптического винтовочного прицела должен составлять не менее 80 мм.

## Оптические схемы окуляров

### Собирающая линза или окуляр Кеплера

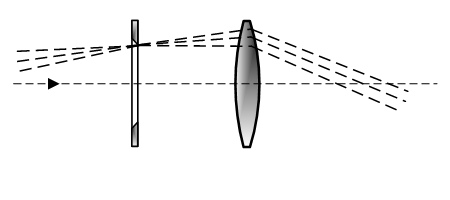
Собирающая линза

Простая собирающая линза расположенная за фокусом объектива строит увеличенное перевёрнутое изображение. Этот тип окуляров использовался в микроскопах Захария Янсена в 1590 году и был предложен для использования в телескопах Иоганном Кеплером в 1611 году в книге «Диоптрика» как способ увеличения поля зрения и увеличения существовавших тогда телескопов. 

### Рассеивающая линза (окуляр Галилея)

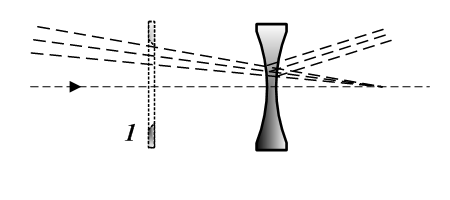
Рассеивающая линза

Простая рассеивающая линза, расположенная перед фокусом объектива строит прямое изображение, но с ограниченным полем зрения. Этот тип линз был использован в первых телескопах, которые появились в Нидерландах в 1608 году, а затем были скопированы с небольшими улучшениями Галилеем в 1609 году, что послужило поводом для того, чтобы называть подобные окуляры галилеевскими. Этот тип окуляров до сих пор используется в очень дешёвых телескопах и биноклях (преимущественно в театральных).

### Окуляр Гершеля

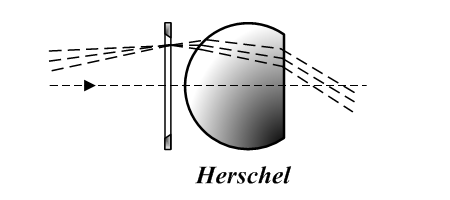
Устройство окуляра Гершеля.

Окуляр Гершеля представляет собой стеклянную сферу со срезанным сегментом, обращённый плоской частью к глазу наблюдателя. Был изобретён Уильямом Гершелем в 1768 году.

### Окуляр Гюйгенса

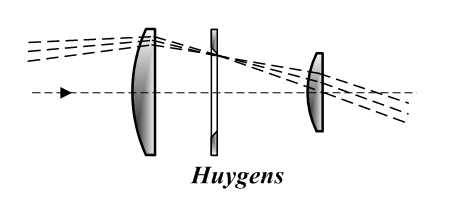
Устройство окуляра Гюйгенса

Окуляр Гюйгенса состоит из двух плоско-выпуклых линз, расположенных плоскими частями к глазу наблюдателя и разделённых некоторым промежутком. Линзы называются линзами глаза и линзами поля. Фокальная плоскость расположена между двумя линзами. Он был изобретен Христианом Гюйгенсом в конце 1660 годов и был первым составным (многолинзовым) окуляром. Гюйгенс открыл, что две разделённые промежутком линзы могут быть использованы для изготовления окуляра с нулевой хроматической аберрацией. Если линзы изготовлены из стекла с одинаковым показателем преломления, глаз наблюдателя расслаблен, а объект наблюдения бесконечно удалён от телескопа, то расстояние между линзами определяется по формуле:
{\displaystyle d={\frac {1}{2}}(f_{A}+f_{B})}
где {\displaystyle f_{A}} и {\displaystyle f_{B}} являются фокусными расстояниями составляющих окуляр линз.
Эти окуляры используются с очень длиннофокусными телескопами (во времена Гюйгенса использовались одноэлементные длиннофокусные неахроматические рефракторы, включая очень длиннофокусные воздушные телескопы). Эта оптическая схема сейчас считается устаревшей, потому что сейчас используются более короткофокусные телескопы и при использовании с ними эти окуляры имеют большую дисторсию изображения, хроматическую аберрацию и очень узкое поле зрения. Но из-за дешевизны производства ими комплектуют дешёвые телескопы и микроскопы.
Из-за того, что в окулярах Гюйгенса не используется клей для удержания линз, любители астрономии иногда используют их для проекционных наблюдений Солнца, то есть для проецирования изображения Солнца на экран. Другие типы окуляров, в которых используется клей, могут быть при таком использовании повреждены интенсивным сфокусированным солнечным светом.

### Окуляр Миттенцвея
По оптической схеме аналогичен окуляру Гюйгенса, но с мениском в качестве линзы поля. Применяется в качестве особо длиннофокусного окуляра, когда необходимо поле до 55—60°. Аберрации исправлены также, как и в окуляре Гюйгенса.

### Окуляр Рамсдена

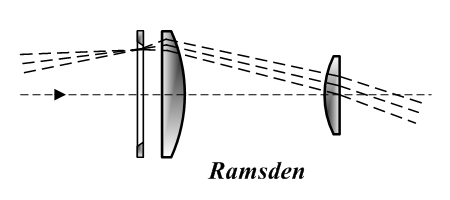
Устройство окуляра Рамсдена

Окуляр Рамсдена состоит из двух плосковыпуклых линз с одинаковым фокусным расстоянием и сделанных из одинакового стекла, расположенных на расстоянии меньше одного фокусного расстояния друг от друга. Эта схема была создана изготовителем научного и астрономического оборудования Джесси Рамсденом в 1782 году. расстояние между линзами меняется в зависимости от дизайна, но обычно составляет что-то между 7/10 и 7/8 фокусного расстояния линз.

### Окуляр Доллонда

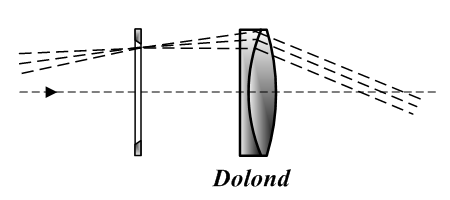
Устройство окуляра Доллонда

Окуляр Доллонда представляет собой собирающий ахроматический дублет. Был создан английским оптиком Джоном Доллондом в 1760 году и практически представляет собой ахроматическую версию окуляра Кеплера.

### Окуляр Фраунгофера
Предложен немецким оптиком Йозефом Фраунгофером и включает в себя две одинаковые плосковыпуклые линзы, расположенные вплотную друг к другу. Этим он отличается от похожего на него окуляра Рамсдена. В окуляре отлично исправлен астигматизм, зато значительна кривизна поля, ограничивающая полезное поле зрения 30—35°. В силу отсутствия склеенных поверхностей хроматизм увеличения не исправлен. По этой схеме построены некоторые из выпускаемых сегодня пластмассовых луп.

### «Сплошные окуляры»
Отсутствие на протяжении длительного времени эффективных способов борьбы с паразитными бликами от непросветленных поверхностей линз заставило оптиков искать иные решения, позволяющие бороться с ними. Одним из таких способов можно считать предложенный оптиком Толлесом «сплошной» окуляр. По своему принципу действия он схож с окуляром Гюйгенса, но выполнен из одного куска стекла. Функцию полевой диафрагмы выполняет кольцевая проточка по ободу окуляра. В аберрационном отношении этот окуляр практически не отличается от гюйгенсовского.
Другой разновидностью «сплошного» окуляра можно считать предложенный американским физиком Чарльзом Гастингсом аналог окуляра Кельнера. Он состоит из двояковыпуклой толстой линзы и приклеенного к ней отрицательного мениска. Качество изображения не отличается от такового у окуляра Кельнера. Сейчас имеет лишь исторический интерес.
Очень похож на него и моноцентрический окуляр, созданный в ГОИ Д. Д. Максутовым в 1936 году для применения в лабораторных приборах. Также может рассматриваться как «сплошной» аналог окуляра Кельнера. Имеет довольно хорошую коррекцию аберраций в пределах поля 25—30°. Как и во всех окулярах с общим центром кривизны всех поверхностей, поле ограничено кривизной поля и астигматизмом. Конструкция удобна в изготовлении и эксплуатации, так как не требует точной центрировки относительно оси телескопа.
Несмотря на свою довольно простую конструкцию и не очень совершенное качество изображения, подобные окуляры могут представлять интерес и для современного любителя. Они наиболее удобны для наблюдений планет, когда требуется рассмотреть мелкие и малоконтрастные детали на их поверхностях. Дело в том, что любое просветляющее покрытие имеет мелкозернистую структуру и всегда слегка рассеивает проходящий через него свет, за счет чего вокруг ярких объектов образуется заметный ореол, на фоне которого и теряются детали изображения. Чем больше просветленных поверхностей в системе, тем в большей степени снижается контраст изображения наблюдаемого объекта. Довольно большим рассеянием обладают современные многослойные просветляющие покрытия. Обычная тщательно отполированная поверхность линзы вносит наименьшее рассеяние, поэтому идеальным окуляром для наблюдений планет (когда не требуется большого поля) остается простая непросветленная линза, свободная от бликов и практически не рассеивающая свет.

### Окуляр Гастингса, тип II
«Однолинзовый» окуляр, представляющий собой симметричный склеенный триплет. Более известен как апланарная тройная лупа. В окуляре хорошо исправлены сферическая аберрация, хроматизм и кома. Поле зрения в 30—35° ограничено принципиально неустранимыми в этой системе астигматизмом и кривизной поля. Стеклянные лупы, выполненные по этой схеме, часто встречаются в продаже. Раньше широко использовался в качестве короткофокусного окуляра.

### Окуляр Кельнера

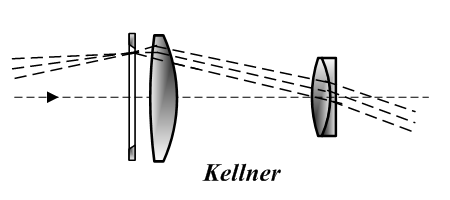
Устройство окуляра Кельнера

В окуляре Кельнера вместо плосковыпуклой линзы используется ахроматический дублет в схеме Рамсдена для устранения остаточной хроматической аберрации. Доктор Карл Кельнер разработал свой первый ахроматический окуляр в 1849 году. Эта схема также называется «ахроматический Рамсден». Окуляр Кельнера является трёхлинзовой оптической схемой, используется в телескопах начального ценового диапазона, с малой и средней апертурой и светосилой f/6 или больше. Типичное поле зрения составляет от 40 до 50°, и имеют хорошее качество изображения при малой и средней оптической силе, в этом плане гораздо лучше окуляров Гюйгенса и Рамсдена, и явились значительным шагом вперед.. Самой большой проблемой Кельнеровских окуляров были блики, но появление антибликовых покрытий линз решили эту проблему, что сделало окуляры Кельнера популярными. Появление окуляров Плёссла, не существенно более дорогих, чем окуляры Кельнера, по себестоимости, но значительно превосходящие по качеству, сделало их применение нецелесообразным.

### Окуляр Плёссла («симметричный»)

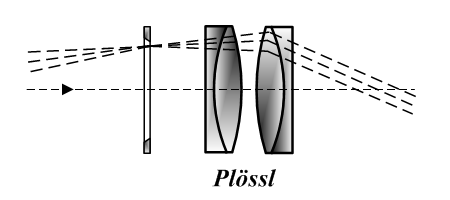
Устройство окуляра Плёссла

Окуляр Плёссла обычно состоит из двух дублетов и был разработан Георгом Симоном Плёсслом в 1860 году. Так как дублеты могут быть одинаковы, то этот окуляр иногда ещё называют симметричным. Составные линзы Плёссла предоставляют относительно широкое (от 50° и более) видимое поле зрения. Это делает этот окуляр идеальным для самых разных целей от наблюдений объектов глубокого космоса до планетных наблюдений. Главным недостатком окуляров Плёссла является малый вынос зрачка по сравнению с ортоскопическими. У окуляров Плёссла вынос зрачка составляет 70—80 % от фокального расстояния. Это особо критично при фокусных расстояниях меньше 10 мм, когда наблюдение может стать некомфортным, особенно для людей, носящих очки.
Схема Плёссла была неясна[неизвестный термин] до 1980-х, когда производители астрономического оборудования начали продавать переработанные версии этих окуляров. Сейчас они очень популярны на рынке товаров для любительской астрономии, где название «Плёссл» охватывает окуляры с как минимум четырьмя оптическими элементами.
Этот окуляр дорог в производстве из-за высоких требований к качеству стекла и необходимости точного соответствия собирающей и рассеивающей линз для предотвращения внутренних отражений. Из-за этого качество разных окуляров Плёссла отличается. Существуют заметные различия между дешёвым окуляром Плёссла с простым оптическим просветлением и хорошо сделанным окуляром Плёссла.

### Ортоскопический («Аббе»)

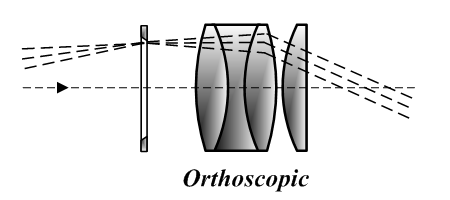
Устройство окуляра Аббе (оротоскопического)

Четырёхэлементный ортоскопический окуляр состоит из плоско-выпуклого собирающего синглета и склеенного собирающего триплета. Это даёт окуляру почти идеальное качество изображения и хороший вынос зрачка, но скромное поле зрения порядка 40—45° (однако фирме Baader Planetarium за счет применения сверхтяжелых стекол и особого просветления удалось создать ортоскопы с полем зрения 50°). Они были изобретены Эрнстом Аббе в 1880 году. Его называют «ортоскопическим» или «ортографическим» из-за малой дисторсии получаемого изображения и иногда его ещё называют просто «орто» или «Аббе».
До изобретения многослойного просветления и популярности окуляров Плёссла, ортоскопические окуляры были самыми популярными телескопическими окулярами. Даже сейчас они считаются хорошими для наблюдения Луны и планет.

### Моноцентрический

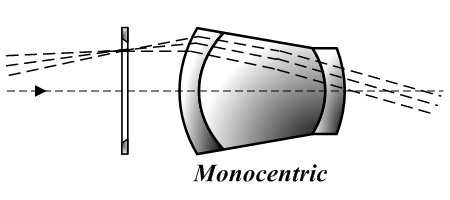
Устройство моноцентрического окуляра

Моноцентрический окуляр — ахроматический триплет, составленный из двух элементов из кронового стекла, склеенных с элементом из флинтгласса. Элементы толстые, сильно изогнутые и их поверхности имеют общий центр, именно поэтому данный окуляр был назван моноцентрическим. Он был изобретён Адольфом Штайнхайлем приблизительно в 1883. Этот окуляр, как и «сплошные» окуляры Роберта Толлеса, Чарльза Гастингса и Вильфреда Тейлора свободен от бликов и даёт яркое контрастное изображение, что было очень важным фактором до изобретения антибликовых покрытий. Он имеет узкое поле зрения около 25° и пользуется спросом у любителей планетных наблюдений.

### Окуляр Эрфле

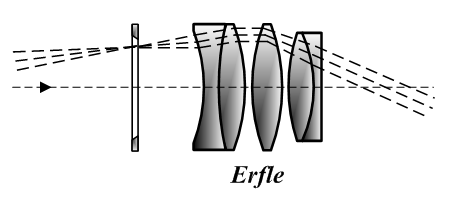
Устройство окуляра Эрфле тип 2

Окуляр Эрфле представляет собой пятиэлементную оптическую систему, состоящей из двух ахроматических и одной простой линз. Этот тип окуляра был создан во время Первой мировой войны для военных целей и был описан Генрихом Эрфле в патенте США № 1478704 в августе 1921 года и был предназначен для получения более широких полей зрения, чем на четырёхэлементных системах, и явился дальнейшим развитием окуляров Кельнера и Плёссла, а тип 2 — двухкомпонентного окуляра с вынесенным зрачком Кёнига. Существует две разновидности окуляра Эрфле, примерно равноценных по своим оптическим свойствам — в первой простая линза располагается близ фокуса, сбоку от пары дуплетов, а во второй разновидности между ними. Иногда второй тип окуляров Эрфле называли «суперплёссл».
В центре поля зрения этого окуляра сферическая аберрация и хроматизм положения обычно отлично исправлены. Кома в средней части поля зрения может быть невелика. Светосила объектива с которым может эффективно работать этот окуляр ограничивается только проявлениями полевых аберраций.
Есть две схемы оптимизации окуляров Эрфле, касательно качества коррекции кривизны поля.
Схема исправляющая кривизну на большое поле зрения (порядка 60°), недостаточна корригирована за другие полевые аберрации. Такие окуляры не очень хороши на больших увеличениях из-за астигматизма и бликов. Тем не менее, с антибликовыми покрытиями на малых увеличениях (фокусное расстояние от 20 мм и выше) они приемлемы, и прекрасны при фокусном расстоянии от 40 мм и больше.
При другой схеме оптимизации коррекции аберраций, получается окуляр, не уступающий Плёслам и ортоскопикам по всем параметрам, и прекрасно подходят для больших увеличений и планетных наблюдений.
Окуляры Эрфле очень популярны, так как имеют большие глазные линзы, хороший вынос зрачка и могут быть очень удобны в использовании.
Своё развитие окуляры Эрфле получили в шестилинзовых схемах модифицированного Эрфле, включающего три дуплета, схеме «Парагон» — два близфокальных синглета и два дуплета, и схеме «Паноптик» — два синглета между двумя дуплетами.

### Окуляр Кёнига

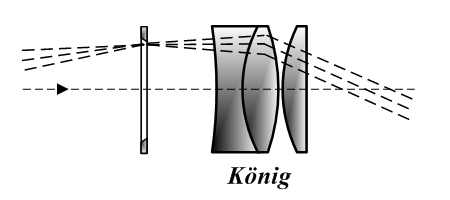
Устройство окуляра Кёнига

Окуляр Кёнига состоит из вогнуто-выпуклого собирающего дублета и плоско-выпуклой собирающей линзы. Сильно выпуклые поверхности дублета и собирающей линзы почти касаются друг друга. Вогнутая часть дублета обращена к источнику света, а почти плоская часть собирающей линзы обращена к глазу наблюдателя. Данный окуляр был разработан в 1915 году немецким оптиком Альбертом Кёнигом (1871—1946) как упрощённая версия окуляра Аббе. Оптическая схема позволяет получать большие увеличения при большом выносе зрачка — наибольшем выносе зрачка до изобретения оптической схемы Наглера в 1979 году. Поле зрения около 55° делает данные окуляры схожими с окулярами Плёссла, но с тем преимуществом, что для их изготовления нужно на одну линзу меньше.
Современные версии окуляра Кёнига используют усовершенствованные стёкла или добавляют больше линз, собранных в различные комбинации дублетов и синглетов. Наиболее распространённой адаптацией является добавление положительной вогнуто-выпуклой линзы перед дублетом, вогнутой стороной к источнику света и выпуклой — к дублету. Современные модификации как правило имеют поля зрения 60—70°.
Этот тип окуляров также известен как окуляр с удалённым зрачком.

### RKE

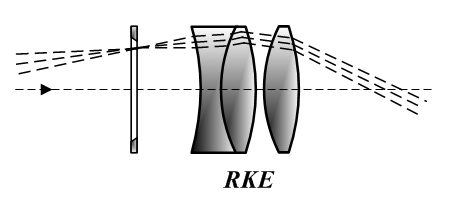
Устройство окуляра RKE

RKE окуляр состоит из ахроматической линзы и двояковыпуклой собирающей линзы, расположенных в обратном по отношению к окуляру Кельнера порядке. Он был разработан Дэвидом Рэнком из компании «Edmund Scientific Corporation», которая продавала их в конце 1960-х — начале 1970-х годов. Данная оптическая схема предоставляет более широкое поле зрения, чем классический окуляр Кельнера и похожа на оптическую схему более распространённого окуляра Кёнига.

### Окуляр Цейсса
Является развитием окуляра Кёнига. За счет добавления простой линзы в нём удалось получить более совершенную коррекцию астигматизма и дисторсии.

### Окуляр Наглера

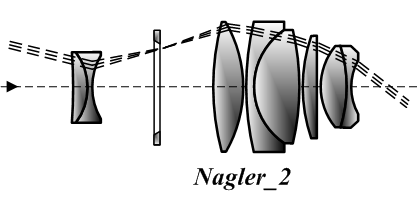
Устройство окуляра Наглера типа 2

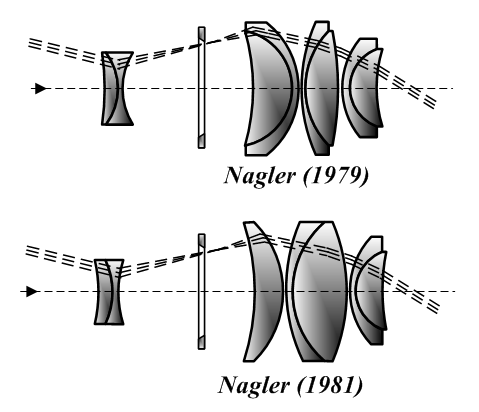
Устройство окуляров Наглера

Был изобретён и запатентован Альбертом Наглером в 1979 году и оптимизирован для астрономических телескопов: предоставляет очень широкое поле зрения (82°) и хорошо скорректирован по астигматизму и другим аберрациям. Наиболее современная оптическая схема Наглера — «Ethos» — имеет поле зрения в 100°. Это достигнуто использованием экзотического высокоиндексного стекла и до восьми оптических элементов, сгруппированных в четыре или пять групп. Есть пять похожих оптических схем, также называемых наглеровскими: «Наглер» (Nagler), «Наглер тип 2» (Nagler type 2), «Наглер тип 4» (Nagler type 4), «Наглер тип 5» (Nagler type 5), «Наглер тип 6» (Nagler type 6).
Количество оптических элементов в окулярах Наглера может показаться сложной, но на самом деле идея довольно проста: каждый окуляр Наглера имеет рассеивающий дублет, который повышает увеличение и сопровождается несколькими собирающими группами. Эти группы, отделённые от рассеивающего дублета, комбинируются для получения большого фокусного расстояния и формирования собирающей линзы. Это позволяет получать выгоду от использования слабо увеличивающих линз. Практически окуляр Наглера является комбинацией линзы Барлоу с длиннофокусным окуляром. Эта оптическая схема широко используется в окулярах с широким полем зрения или большим выносом зрачка.
Основной недостаток этих окуляров — их масса. Длиннофокусные версии весят больше 0,5 кг, что достаточно для того, чтобы разбалансировать большинство телескопов. Любители иногда называют данные окуляры «пресс-папье» из-за их веса, или «хорошими ручными гранатами» из-за их вида и размеров. Другим недостатком является их большая стоимость, сравнимая со стоимостью маленького телескопа, поэтому считаются многими любителями роскошью.